# Luis León Sánchez
Luis León Sánchez Gil (ur. 24 listopada 1983 w Muli) – hiszpański kolarz szosowy, zawodnik należącej do dywizji UCI WorldTeams drużyny Astana Pro Team. Olimpijczyk, zwycięzca wyścigu Paryż-Nicea, czterokrotny mistrz Hiszpanii w jeździe indywidualnej na czas.
Jeździ dobrze na czas, a z upływem lat poprawił jazdę w górach. Jest zawodnikiem dynamicznym, potrafiącym dobrze finiszować z mniejszej grupki kolarzy. Podczas Tour de France bardzo często aktywny jest w ucieczkach na górskich etapach. Sanchez jest zawodnikiem świetnie wykorzystującym zamieszania w końcówkach, potrafi zaatakować w odpowiednim momencie i samotnie dojechać do mety, zgarniając zwycięstwo sprzed nosa faworytów, co pokazał m.in. podczas wyścigu Clásica de San Sebastián w 2012 roku.

## Życie prywatne
Jego młodszym bratem jest Pedro León, aktualnie piłkarz SD Eibar. Drugi brat, Antonio, jest piłkarzem ręcznym. Imienia León nie nadali Luisowi rodzice – to imię jego trzeciego brata, który zginął w wypadku w 2005 roku. Pozostali bracia przybrali imię zmarłego jako swoje drugie, aby w ten sposób go upamiętnić. Luis León dedykuje mu każde zwycięstwo - przed metą wyciągając medalik i wznosząc ręce ku niebu.
Nie jest w żaden sposób spokrewniony z Samuelem Sánchezem, także kolarzem.

## Kariera zawodowa

### Liberty Seguros (2004–2006)
Sanchez zaczynał ściganie w ekipie Liberty Seguros w 2004 roku. Już na samym początku dał się poznać jako dobry czasowiec, pokonując takich zawodników jak Iban Mayo czy Isidro Nozal podczas etapu jazdy indywidualnej na czas w wyścigu Clásica de Alcobendas. W 2005 roku rozpoczął sezon od zwycięstwa w etapówce Tour Down Under, zwycięsko rozstrzygając na swoją korzyść trzeci etap. W dalszej części sezonu startował w belgijskich klasykach, nie osiągając jednak lepszych rezultatów. Podczas wyścigu Gandawa-Wevelgem złamał sobie prawy nadgarstek, co wykluczyło go na jakiś czas ze ścigania. Wrócił na Clásica de Alcobendas i ponownie wygrał czasówkę. W lipcu zadebiutował w Tour de France, zajmując 108. miejsce i tracąc do zwycięskiego Lance’a Armstronga ponad trzy godziny. Sezon 2005 zakończył się dla Sancheza tragicznie - w wypadku zginął jego starszy brat – León.
Ostatni sezon w hiszpańskiej ekipie przyniósł mu 2. miejsce w Tour Down Under (ustąpił tylko Simonowi Gerransowi) i Vuelta a Castilla y León. Sanchez wziął także udział w Paryż-Nicea, w której wygrał klasyfikację młodzieżową.
Jednak już w połowie sezonu stało się jasne, że młody Hiszpan będzie musiał znaleźć sobie nową drużynę. Liberty Seguros-Würth było poważnie zamieszane w Operación Puerto – olbrzymi skandal dopingowy. Sponsorzy zaczęli się wycofywać, przyszłość ekipy nie była pewna. Sanchez podpisał więc kontrakt z ekipą Caisse d’Épargne, w której ścigał się przez następne trzy lata.

### Caisse d’Épargne (2007–2010)

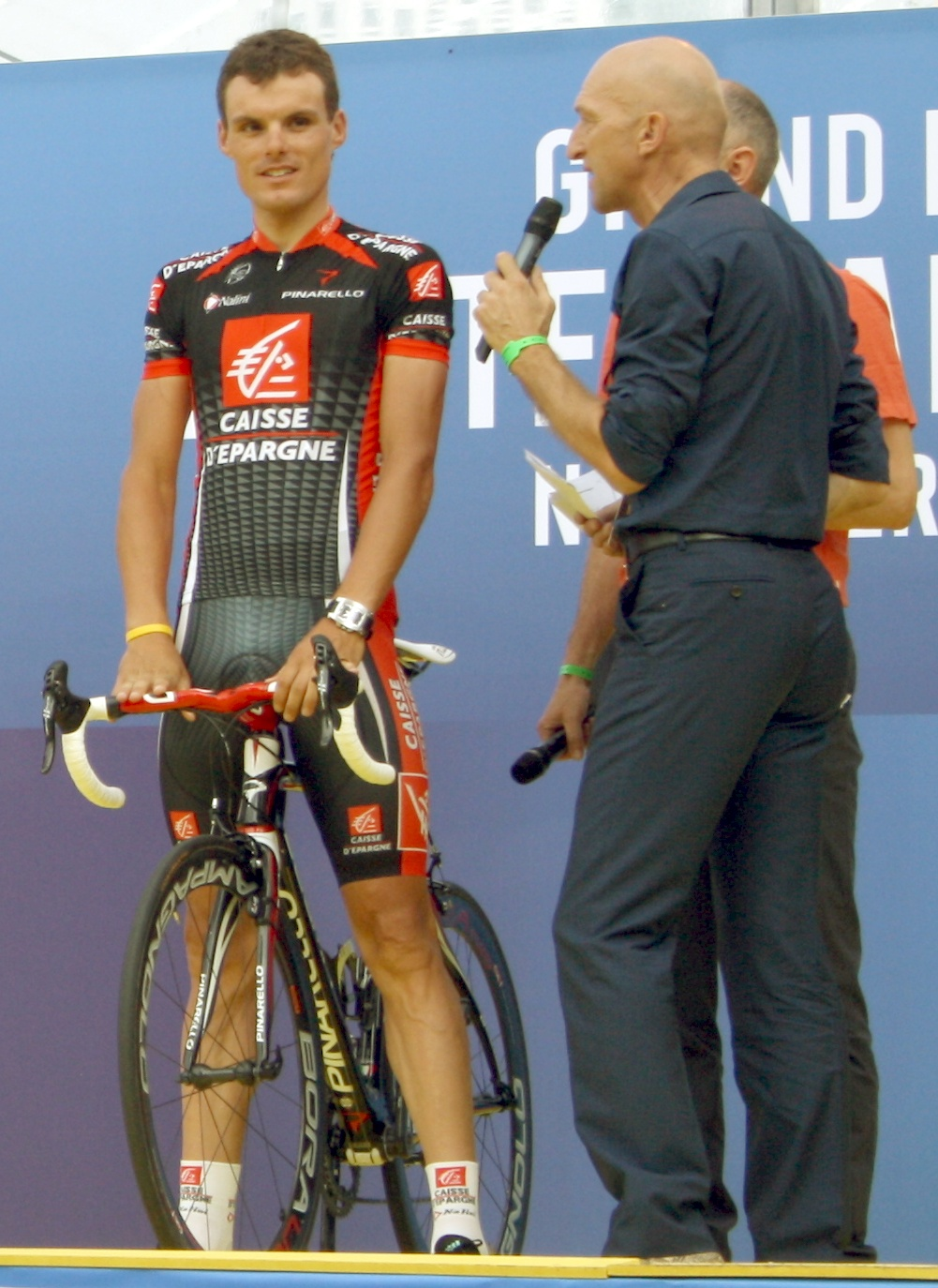
Sanchez w czasie prezentacji Tour de France 2010

Przygodę z nową drużyną Hiszpan rozpoczął od dobrych występów w mniejszych wyścigach, zajął m.in. drugie miejsce w Trofeo Soller. W marcu pojechał świetny wyścig we Francji - zajął trzecie miejsce w Paryż-Nicea, przegrywając jedynie z Alberto Contadorem i Davide Rebellinem. Na trasie zabłysnął wygrywając 6. etap, na którym wyprzedził rywali o niecałe pół minuty. W czerwcu zajął drugie miejsce w krajowych mistrzostwach, podczas wyścigu jazdy indywidualnej na czas. Jesienią wziął udział w hiszpańskiej Vuelcie, ale poza 8. miejscem na drugim etapie, nie udało mu się niczego osiągnąć.
Następny sezon rozpoczął tradycyjnie - od startu w Paryż-Nicea, gdzie zajął 5. miejsce, ponownie wygrywając etap. W marcu uplasował się na podium Criterium International, a trzy miesiące później triumfował w mistrzostwach Hiszpanii w jeździe indywidualnej na czas. Następnym celem Sancheza stał się Tour de France. Hiszpanowi udało się zakończyć sukcesem akcję na 7. etapie, wyprzedzając o 6 sekund grupę liderów. Swoje zwycięstwo zadedykował zmarłemu bratu.
Rok 2009 był jeszcze bardziej obfity w sukcesy. Sanchez skoncentrował się na pierwszej części sezonu oraz Wielkiej Pętli. Wygrał Tour Méditerranéen (triumfując na jednym z etapów), a następnie w ładnym stylu rozegrał Wyścig ku Słońcu, wygrywając jeden z etapów oraz zajmując trzecie miejsca na dwóch innych odcinkach.
W kwietniu bardzo silnie rozpoczął wyścig Vuelta al País Vasco, wygrywając etap i początkowo jeżdżąc w koszulce lidera. Ostatecznie rywalizację skończył na czwartej pozycji.
Przed lipcowym startem we Francji pojechał tylko krajowe mistrzostwa, gdzie nie udało mu się obronić tytułu - na czasówce uległ Alberto Contadorowi. Tour de France rozpoczął bardzo dobrze - na 8. etapie zabrał się w ucieczkę, po czym finiszował przed Sandy Casarem, wygrywając swój drugi etap w karierze.
W 2010 roku z powodzeniem kontynuował passę zwycięstw. Ponownie rozpoczął sezon od Tour Down Under, w którym zajął drugie miejsce. Po drodze wygrał etap zakończony podjazdem pod Willunga Hill, wyprzedzając m.in. Cadela Evansa i Petera Sagana. Kolejnym wyścigiem była Volta ao Algarve, podczas której Hiszpan wygrał czasówkę i uplasował się na drugiej pozycji w klasyfikacji generalnej. W marcu ponownie stanął na podium Paryż-Nicea, tym razem na 2. miejscu. Przed kolejnym Tour de France wziął udział w Tour de Romandie i Circuit de la Sarthe. O ile pierwszy z wyścigów potraktował jako trening, w drugim wygrał pierwszy etap i klasyfikację generalną. W czerwcu zdobył po raz drugi tytuł najlepszego  hiszpańskiego czasowca.
Tour de France okazał się jego najlepszym w karierze. Wprawdzie nie udało mu się wygrać etapu (finiszował drugi na 9. etapie, ustępując Sandy Casarowi), ale po bardzo równo przejechanym ostatnim tygodniu wyścigu, zajął 11. pozycję. Kiedy jednak w lutym 2012 roku CAS zdyskwalifikował zwycięzcę – Alberto Contadora, Sanchez automatycznie przesunął się na miejsce 10.
Po tak udanym wyścigu Luis poszedł za ciosem i triumfował w Clásica de San Sebastián, wyprzedzając na finiszu Aleksandra Winokurowa i Carlosa Sastre.
W sierpniu wystartował w Vuelta a España. Zajął 10. miejsce, dwukrotnie kończąc etapy na 5. pozycji. Ostatnim startem sezonu były mistrzostwa świata, w których czasówkę ukończył na 7. miejscu. Te zwycięstwa pozwoliły Hiszpanowi na zajęcie trzeciego miejsca w rankingu UCI oraz podpisanie nowego kontraktu z holenderską ekipą Rabobank.

### Rabobank (od 2011 roku)

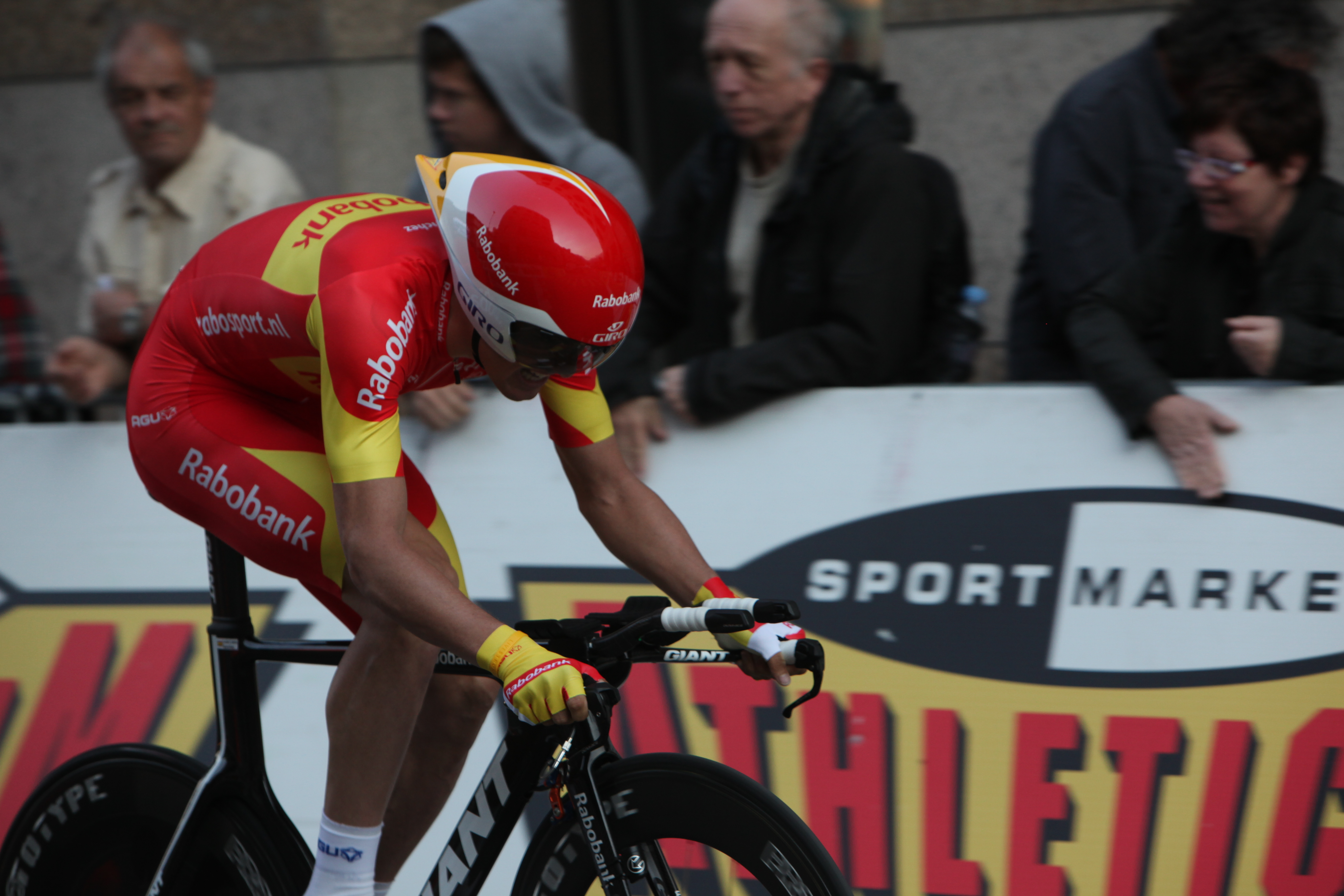
W stroju mistrza Hiszpanii w 2011 roku

Początki w Holandii były dla Sancheza trudne. W swoim pierwszym sezonie w Rabobanku wygrał powtórnie krajowe mistrzostwa w jeździe indywidualnej na czas i triumfował na 9. etapie Tour de France. Nie udało mu się zająć wysokiego miejsca w klasyfikacji generalnej, tak w Tourze, jak i później - we Vuelcie. Ten słabszy sezon Hiszpan tłumaczył problemami aklimatyzacyjnymi w nowej ekipie. Jak przyznał, barierą był język, a w osiągnięciu wysokiej formy przeszkadzały mu serie kraks.
Sezon 2012 Sanchez rozpoczął od etapowego zwycięstwa w Paryż-Nicea, które wywalczył po długiej ucieczce z Jensem Voigtem. Tym samym, Hiszpan zanotował czwarty etapowy triumf w tej imprezie. W dalszej części sezonu świetnie rozpoczął wyścig Tour de Romandie, wygrywając dwa etapy i obejmując prowadzenie. Przed finałową czasówką miał 9 sekund przewagi nad Bradleyem Wigginsem, co okazało się niewystarczające do utrzymania prowadzenia. Sanchez pojechał słabiutko i spadł na 10. miejsce w klasyfikacji generalnej.
Przed startem w Tour de France wygrał ponownie tytuł mistrza kraju na czasówce. We Francji wyścig kontrolowała ekipa Sky, przez co zadanie uciekinierów było mocno utrudnione. Sanchez do ofensywy przeszedł na 14. etapie. W ucieczce towarzyszyli mu Peter Sagan, Sandy Casar, Gorka Izagirre oraz Philippe Gilbert. Sanchez atakował na podjeździe, chcąc zgubić Sagana, który był z ucieczki najszybszy. Sztuka ta nie powiodła mu się, ale Hiszpan nie zamierzał czekać na ostatnie metry. Wobec niezdecydowania współtowarzyszy na 10 kilometrów do mety przypuścił samotny atak. Moment wybrał perfekcyjnie – nikt nie chciał wysilać się, aby dogonić śmiałka i Sanchez samotnie wpadł na metę etapu.
Sanchez potwierdził wysoką formę, wygrywając w połowie sierpnia Clásica de San Sebastián, ponownie po ataku w końcówce z czołowej grupy.

## Najważniejsze osiągnięcia
2004
- 2. miejsce w Mistrzostwach Hiszpanii w jeździe indywidualnej na czas
- 1. miejsce na 1. etapie Vuelta a Asturias
- 1. miejsce na 3. etapie Clásica de Alcobendas (I.T.T.)

2005
- 1. miejsce w Tour Down Under
  - 1. miejsce na 3. etapie
- 1. miejsce na 3. etapie Clásica de Alcobendas (I.T.T.)

2006
- 2. miejsce w Tour Down Under
- 2. miejsce w Vuelta a Castilla y León
- 3. miejsce w Driedaagse van de Panne

2007
- 3. miejsce w Paryż-Nicea
  - 1. miejsce na 6. etapie
- 2. miejsce w Mistrzostwach Hiszpanii w jeździe indywidualnej na czas

2008
- 5. miejsce w Paryż-Nicea
  - 1. miejsce na 7. etapie
- 1. miejsce na 7. etapie Tour de France
- 3. miejsce w Critérium International
- Mistrzostwo Hiszpanii w jeździe indywidualnej na czas

2009
- 1. miejsce w Tour Méditerranéen
  - 1. miejsce na 2. etapie
- 1. miejsce w Paryż-Nicea
  - 1. miejsce na 7. etapie
- 1. miejsce na 1. etapie wyścigu Vuelta al País Vasco
- 1. miejsce na 8. etapie Tour de France
- 1. miejsce na 1. etapie Tour Cycliste International du Haut Var-matin

2010
- 2. miejsce w Tour Down Under
  - 1. miejsce na 5. etapie
- 2. miejsce w Volta ao Algarve
  - 1. miejsce na 5. etapie
- 2. miejsce w Paryż-Nicea
- 4. miejsce w Volta a Catalunya
- Mistrzostwo Hiszpanii w jeździe indywidualnej na czas
- 1. miejsce w Circuit de la Sarthe
  - 1. miejsce na 1. etapie
- 11. miejsce w Tour de France
- 10. miejsce w Vuelta a España
- 1. miejsce w Clásica de San Sebastián

2011
- Mistrzostwo Hiszpanii w jeździe indywidualnej na czas
- 1. miejsce na 9. etapie Tour de France

2012
- 1. miejsce na 6. etapie Paryż-Nicea
- Mistrzostwo Hiszpanii w jeździe indywidualnej na czas
- 1. miejsce na 2. etapie Vuelta a Castilla y León
- 1. miejsce na 3. i 4. etapie Tour de Romandie
- 1. miejsce na 14. etapie Tour de France
- 1. miejsce w Clásica de San Sebastián 2012

2013
- 2. miejsce w Dookoła Belgii
  - 1. miejsce na 5. etapie
- 2. miejsce w mistrzostwach Hiszpanii w jeździe indywidualnej na czas
- 3. miejsce w mistrzostwach Hiszpanii (start wspólny)
- 2. miejsce w Tour de l’Ain
  - 1. miejsce na 3. etapie

2014
- 2. miejsce w La Tropicale Amissa Bongo
  - 1. miejsce na 1. etapie
- 3. miejsce w Vuelta a Andalucía
- 1. miejsce na 3. etapie Vuelta a Castilla y Leon
- 2. miejsce w Prueba Villafranca de Ordizia
- 1. miejsce w klasyfikacji górskiej Vuelta a España

2015
- 1. miejsce w Igrzyskach Europejskich (start wspólny)
- 3. miejsce w Igrzyskach Europejskich (jazda ind. na czas)

2016
- 2. miejsce w Volta a la Comunitat Valenciana
- 1. miejsce na 2. etapie Volta ao Algarve
- 1. miejsce na 1. etapie wyścigu Vuelta al País Vasco
- 2. miejsce na 6. etapie Vuelta a España

2018
- 1. miejsce w Vuelta a Murcia
- 1. miejsce na 4. etapie Tour of the Alps

2019
- 1. miejsce w Vuelta a Murcia
  - 1. miejsce na 2. etapie
- 1. miejsce na 2. etapie Tour de Suisse

2020
- 1. miejsce na 2. etapie Vuelta a Murcia

2021
- 3. miejsce w Grand Prix Miguel Indurain
- 1. miejsce w Prueba Villafranca-Ordiziako Klasika

### Starty w Grand Tourach
| Wyścig | 2005 | 2006 | 2007 | 2008 | 2009 | 2010 | 2011 | 2012 | 2013 | 2014 | 2015 | 2016 | 2017 |
| ------ | ---- | ---- | ---- | ---- | ---- | ---- | ---- | ---- | ---- | ---- | ---- | ---- | ---- |
| Giro   | -    | -    | -    | -    | -    | -    | -    | -    | -    | -    | 35   | -    | 43   |
| Tour   | 108  | -    | -    | 62   | 26   | 10   | 56   | 64   | -    | -    | -    | 48   | -    |
| Vuelta | -    | DNF  | 72   | -    | -    | 9    | 53   | -    | DNF  | 56   | 33   | 26   | 32   |

DNF - (ang. did not finish) – nie ukończył

## Rankingi
| Rok                | 2004 | 2005 | 2006 | 2007 | 2008 | 2009 | 2010 | 2011 | 2012 | 2013 | 2014 | 2015 | 2016 | 2017 | 2018 | 2019 | 2020 | 2021 | 2022 | 2023 |
| ------------------ | ---- | ---- | ---- | ---- | ---- | ---- | ---- | ---- | ---- | ---- | ---- | ---- | ---- | ---- | ---- | ---- | ---- | ---- | ---- | ---- |
| UCI World Ranking  | 327. |      |      |      |      |      |      |      |      |      |      |      |      |      |      |      |      |      |      |      |
| UCI ProTour        |      | -    | -    | 55.  | 71.  |      |      |      |      |      |      |      |      |      |      |      |      |      |      |      |
| UCI World Calendar |      |      |      |      |      | 20.  | 3.   |      |      |      |      |      |      |      |      |      |      |      |      |      |
| UCI World Tour     |      |      |      |      |      |      |      | 73.  | 36.  | -    |      | 147. | 125. | 119. | 100. |      |      |      |      |      |
| World Ranking      |      |      |      |      |      |      |      |      |      |      |      |      | 103. | 118. | 73.  | 67.  | 181. | 150. | 262. | 738. |
| UCI Europe Tour    |      |      |      |      |      |      |      |      |      |      | 53.  |      | 148. | 99.  | 37.  | 55.  | 149. | 128. | 213. | -    |
| UCI Asia Tour      |      |      |      |      |      |      |      |      |      |      | -    |      | -    | -    | 119. |      |      |      |      |      |
| UCI Africa Tour    |      |      |      |      |      |      |      |      |      |      | 8.   |      | -    | -    | -    |      |      |      |      |      |
|                    |      |      |      |      |      |      |      |      |      |      |      |      |      |      |      |      |      |      |      |      |
| Źródło: UCI        |      |      |      |      |      |      |      |      |      |      |      |      |      |      |      |      |      |      |      |      |